# Harold i Maude
Harold i Maude (títol original en anglès Harold and Maude) és una pel·lícula estatunidenca dirigida per Hal Ashby estrenada el 1971 i doblada al català

## Argument
La improbable trobada entre Harold, jove suïcida de 20 anys procedent de l'alta burgesia, i Maude.
Ensenyarà la vida a Harold, el que és l'alegria, la felicitat i l'amor, tot el que no s'ha assabentat amb una mare freda i estricta.
Des dels primers instants de la pel·lícula, l'ambient és tens. Harold Chasen (Bud Cort) baixa lentament les escales de la seva casa en la penombra i col·loca un vinil de Cat Stevens sobre una platina (Don't be Shy) abans d'escriure una paraula que enganxa a la seva camisa. Finalment, encén les espelmes d'un candeler abans d'avançar greument al saló. No es distingeix més que la part baixa de les seves cames que, després d'un moviment seguit d'un soroll sord, penja de sobte en el buit. Harold s'ha penjat.
Alguns segons més tard, ens trobem al saló de Harold amb ell, penjat, en el primer pla, i la seva mare, acabada d'arribar, en segon pla.
Veu clarament el seu fill penjat, interromp un segon el seu moviment després avança fins al telèfon, marca un número i diu simplement: "I suppose you think this is very funny Harold" (suposo que ho trobes molt graciós, Harold") abans de respondre a una amiga al telèfon.
Harold intenta llavors gesticular i simular estertors d'ofec però, decididament, la seva mare no s'immuta gaire i se'n va de la sala recordant al seu fill: "Dinner's at eight, Harold... " ("el sopar és a les 8 ")
Més tard, durant l'àpat organitzat per la seva mare, Harold procura de deixar ràpidament la taula pretextant tenir un "nusa la gola" ("sore throat") [!]. Quan la seva mare puja més tard, descobreix amb horror la seva sala de bany coberta de taques de sang vermella, abans de descobrir el seu fill, el coll lacerat i banyant-se en el que sembla la seva pròpia sang.
És massa: "Oh! No! Oh, no... I can't stand it. My God, this is too much ! This is too much to bear"! ("Oh! No!.. Quin horror. Es passa. Ja no puc suportar una cosa igual"!).
Mentre que desapareix xisclant i plorant, Harold esbossa un somriure...
Després d'aquest episodi, la seva mare decideix enviar Harold a un psicòleg.
Una vegada acabada la seva primera consulta, Harold condueix el seu estimat cotxe, un cotxe fúnebre, per anar a l'enterrament d'un estrany. Hi coneix Maude.
Mentre coneix a poc a poc Maude, Harold ha de sotmetre’s a les exigències de la seva mare, que intenta per tots els mitjans "normalitzar" el seu fill. Li fa conèixer noies per l'intermediari d'un grup de trobades: els traumatitza amb noves escenificacions de suïcidis. Li compra un nou cotxe: el refà per donar-li l'aspecte de la seva vella Hearse. Intenta fer-ho entrar en l'exèrcit: se n'allibera fent-se'l passar per un psicòpata assedegat de sang amb el seu oncle Victor...
Però durant aquest temps, Harold s'acosta sempre més a aquesta excèntrica i crepitant vella dama que és Maude. Junts, assisteixen a enterraments i visiten desballestadors de cotxes. Fan voltes en cotxes "manllevats" per Maude i confonen els policies mentre que es dirigeixen cap al bosc per replantar un arbre que s'ofegava a la ciutat. Maude porta Harold a l'antiga locomotora que li serveix de casa. Li fa descobrir el seu món omplert d'olors, de sabors, de melodies, de formes i de colors. Li ensenya la vida com mai no l'havia vist.
És així com Harold s'enamora de la vella senyora i s'ofereix plenament i naturalment a ella. I és així com, naturalment, anuncia a la seva mare que es casarà finalment ... amb una dona gairebé octogenària !
Però Maude ha decidit una altra cosa. Si Harold té una vida a viure, Maude té una altra forma de l'existència a descobrir. Com diu al començament de la història, 80 anys, és una bonica edat per apagar-se...
Així, el dia del seu aniversari, Maude s'escapa tranquil·lament després d'haver absorbit somnífers. Per última vegada, Harold, desesperat, fingirà suïcidar-se llançant-se al buit. Però es troba, dalt del penya-segat, tocant el banjo que Maude li havia ofert. Ha decidit enfrontar la vida, que és tan bonica i que li fa tanta por, guardant al cap la filosofia i els ensenyaments de la que va ser probablement el seu primer Amor...

## Harold i Maude, una època, un estat d'esperit
Harold i Maude és una pel·lícula de començament dels anys 1970. La pel·lícula va ser produïda per Paramount Pictures i va ser dirigida per Hal Ashby. Finalment, va ser musicat per Cat Stevens.
S'hi troba Ruth Gordon al paper de Maude, i Bud Cort al paper de Harold.
Única en el seu gènere, Harold and Maude no deixa de ser una veritable pel·lícula de culte. Certament, ha envellit, deixant els seus petits defectes més visibles encara, una mica perduda a la història del cinema, però guarda encara avui un públic fidel i constantment renovat.
En l'època de la seva sortida, va ser als titulars al món sencer, havent de patir diferents restriccions o prohibicions (prohibició als menors de 12 anys a 18 anys segons els països). Típic dels anys 1970, celebra la llibertat, la natura i l'espontaneïtat, tot oposant-se amb humor al militarisme i a les convenció socials. El passatemps preferit del personatge principal, Harold, que és d'anar als enterraments i de passejar-se pels cementiris, el terme Harolding, creat sobre el neologisme to harold ha estat inventat pels aficionats de la pel·lícula que han decidit adoptar aquesta distracció. El terme de Maudianisme també ha estat forjat per designar la «filosofia de vida» de l'altre personatge del títol, Maude.

## Repartiment
- Ruth Gordon: Senyora Marjorie Chardin, anomenada Maude. Una jove idealista de 79 primaveres que, com Harold, no es perd mai un enterrament; el seu espectacle preferit. No té el permís però agrada manllevar els cotxes que es creuen en el seu camí. Li agrada col·leccionar galindaines, música, posar nua, i, sobretot, és una idealista que es delecta de la vida. Encara que res no sigui confirmat explícitament a la pel·lícula, el tatuatge que es descobreix sobre el seu braç sembla un únic però terrible testimoniatge del seu passat dolorós en l'Holocaust. S'endevina que la seva història ha condicionat la seva filosofia de la vida.
- Bud Cort: Harold Chasen. Harold és un jove d'una vintena d'anys. Viu amb la seva mare una existència ociosa i trista. A la gàbia daurada que és la seva casa, té tot allò que vol però s'avorreix absolutament. No creu gaire en la vida i passa el seu temps posant en escena la seva mort per tornar boja la seva mare. Els seus únics lleures són els seus falsos suïcidis i d'anar a enterraments, o també de visitar desballestadors de cotxes. L'arribada de Maude a la seva vida ho trastornarà tot. A poc a poc, ella li fa agafar gust per la vida i li ensenya la bellesa de l'existència en els seus més ínfims detalls. Ho aconsegueix tan bé que Harold literalment s'enamora de la vella senyora.
- Vivian Pickles: la mare de Harold, Senyora Chasen. És un dels personatges més divertits de la pel·lícula, per la seva rigidesa, barrejada d'una punça d'histèria. Aquesta rica dona tenia, segons les seves pròpies afirmacions, un marit tan excèntric com Harold. La majoria de les vegades, no reacciona quan Harold simula la seva pròpia mort.
- Cyril Cusack: Glaucus. Aquest vell és amic de Maude. És un artista que esculpeix el gel, i agafa Maude de model. Com ella explica, Glaucus la necessita per rememorar les formes d'una dona.
- Charles Tyner: oncle Victor. Aquest oncle és presentat a Harold per la seva mare. Ha participat en nombrosos combats i ha perdut un braç, que ha reemplaçat per una pròtesi original. La mare de Harold espera que serà capaç d'"adreçar" Harold, perquè sigui més estable. En realitat, Harold no triga a arruïnar les seves esperances. Terroritza l'oncle fent-se'l passar per un perillós psicòpata, ajudat per Maude que fa que es baralla amb Harold. Harold fa creure a l'oncle que l'ha llançat a un penya-segat.
- Ellen Geer: Sunshine Doré. És la tercera cita de Harold. Aquesta noia és una actriu (d'aquí el seu nom) i, contràriament a les dues primeres cites de Harold, gaire no s'espantarà pel fals suïcidi de Harold. Aquest es traspassa amb un sabre d'Hara-Kiri al seu saló. Ella queda enlluernada pels seus talents d'actor i continua la cita fent una demostració dels seus propis talents. Quan ha acabat de suïcidar-se com Julieta, de l'obra de Shakespeare, la mare de Harold descobreix el cos falsament inanimat de la noia i creu per un instant que el seu fill ha comès l'irreparable.
- Eric Christmas: el sacerdot.
- G. Wood: el psiquiatre. Segueix Harold durant gairebé tota la pel·lícula. Si intenta posar Harold pel camí recte, per la seva perplexitat dubta de l'èxit d'aquesta empresa.
- Judy Engles: Candy Gulf; la primera cita de Harold. És estudiant i s'ha inscrit a aquesta agència de trobades després d'una aposta amb amigues. Veu el cos de Harold en flames i desapareix xisclant.
- Shari Summers: La segona cita de Harold. Es trenca el braç davant seu.

## Premis i honors
- La pel·lícula és la 45a a la llista de les 100 pel·lícules més gracioses de tots els temps de l'American Film Institute[3]
- És la 69a a la llista de les pel·lícules més romàntiques de tots els temps del mateix American Film Institute.
- És la 42a a la llista de les 100 pel·lícules més gracioses del canal de televisió Bravo.
- El 1974, Hal Ashby ha guanyat un Golden Spike a la Setmana Internacional de Cinema de Valladolid.
- El 1997, ha estat seleccionat al National Film Registry de la Biblioteca del Congrés dels Estats Units per ser preservat com "culturalment, històricament o estèticament significant.[4]

### Nominacions
- 1972. Globus d'Or a la millor actriu musical o còmica per Ruth Gordon
- 1972. Globus d'Or al millor actor musical o còmic per Bud Cort
- 1973. BAFTA al millor actor revelació per Bud Cort

## Música
La banda original de la pel·lícula és de Cat Stevens, i conté dues cançons, Don't Be Shy i If You Want To Sing Out, Sing Out que ha compost especialment per a la pel·lícula. Van ser finalment editades el 1984 en una compilació: Footsteps in the Dark: Greatest Hits, volum 2. Un vinil LP de la banda original va ser editat al Japó, però no es podia sentir les cançons en qüestió. Es trobaven en canvi 5 cançons que no formaven part de la pel·lícula (Morning Has Broken, Wild World, Father & Son, " Lilywhite i Lady D'arbanville). La primera banda original oficial de la pel·lícula no ha aparegut fins al desembre de 2007 per Vinyl Films Records. Però no se la pot trobar més que en vinil i en un nombre limitat d'exemplars (2.500 còpies).
Aquesta banda original oficial conté: 
1. Don't Be Shy
2. On The Road To Find Out
3. I Wish, I Wish
4. Miles From Nowhere
5. I Think I See The Light
6. Where Do The Children Play?
7. If You Want To Sing Out, Sing Out
8. Trouble
9. Don't Be Shy (versió alternativa)
10. If You Want To Sing Out, Sing Out (versió instrumental)
11. Don't Be Shy (versió demo)
12. If You Want To Sing Out, Sing Out (versió alternativa)

## Temes centrals
Hal Ashby, el productor d'aquesta pel·lícula, ha volgut confrontar l'estat d'esperit tancat i negatiu de la joventut alienada de la seva època amb l'optimisme difícilment guanyat dels que han suportat els horrors del començament del segle vint, oposant el nihilisme a la fe en el futur i als projectes. El passat de Maude és revelat durant un curt instant, quan Harold descobreix el seu número d'identitat tatuat en un camp de concentració.
Harold forma part d'una societat en la qual no té identitat pròpia ni importància. De manera més existencial, a més, es considera personalment sense objectius i sense interès.
Pel que fa a Maude, ha sobreviscut els camps de concentració i viu una vida rica en sentits. A través d'aquests dos personatges, es poden comprovar dues cultures molt diferents. L'una, personificada per Harold, persegueix un combat que no té sentit, mentre que l'altra, representada amb Maude, ha experimentat una verdadera guerra que ha creat aquesta crisi del ser que va ser l'Holocaust, i comprèn millor l'interès, la bellesa però també la fragilitat de l'existència.

## Els suïcidis de Harold
1. Escena d'obertura: Harold es penja.
2. Una mica més tard, Harold simula un suïcidi a la seva banyera, aquesta vegada fent creure que s'ha tallat el coll.
3. Simula llavors un suïcidi per ofegament a la piscina de la seva mare. Se la veu d'altra banda banyar-se, com si no passés res, prop del cos inert.
4. Mentre que la seva mare fa omplir a Harold el qüestionari de l'organisme de trobades, apunta amb una pistola a la seva mare abans de dirigir-la cap a ell mateix. Es dispara un tret al front.
5. En la seva primera cita, Harold se "suïcida" amb foc al seu jardí, mentre que la noia li fa senyals des de l'interior de la casa.
6. La segona cita de Harold acaba quan aquest es talla la mà amb la destral.
7. Harold va més lluny encara a la seva última cita (amb Sunshine Dore). Es perfora el ventre amb un sabre d'Hara-Kiri.
8. Al final de la pel·lícula, Harold llança el seu cotxe fúnebre des d'un penya-segat.

## Anècdotes
- La majoria de les cançons de Cat Stevens es troben sobre el seu àlbum Tea for The Tillerman.
- És l'únic paper principal notable de Bud Cort que havia destacat anteriorment amb el seu mentor Robert Altman (M*A*S*H, Brewster McCloud).
- Del seu guió, Colin Higgins ha fet una novel·la i una obra teatral.
- Hal Ashby va desitjar durant un temps incloure una escena d'amor entre els seus dos personatges, però la Paramount Pictures va refusar la idea.
- Harold and Maude és la pel·lícula preferida de Mary, l'heroïna de la pel·lícula There's Something About Mary de Peter i Bobby Farrelly.

## El maudianisme
El maudianisme és un neologisme creat de resultes de la pel·lícula i definint una manera de ser i de viure. Basat en els conceptes de vida desenvolupats a la pel·lícula per l'intermediari del personatge de Maude, el maudianisme és un enfocament particular de la vida: 
Give me an L! Give me an I! Give me a V! Give me an E! L---I---V---E! LIVE! Otherwise you got nothing to talk about in the locker room!" (Maude)
Maude és l'alegria i l'optimisme, les ganes de viure la vida a fons

## El haroldisme
Al contrari, s'ha creat el terme "Haroldisme" per designar una manera de viure similar de la de Harold, és a dir una manca d'interès global en l'existència, una tendència a la procrastinació, un caràcter depressiu latent, etc.